# Вилюки
Вилюки (Вілюки, пол. Wiluki) — село в Польщі, у гміні Дубичі Церковні Гайнівського повіту Підляського воєводства. Населення — 39 осіб (2011).

## Історія
У 1975—1998 роках село належало до Білостоцького воєводства.

## Демографія
Демографічна структура станом на 31 березня 2011 року:
|          | Загалом | Допрацездатний вік | Працездатний вік | Постпрацездатний вік |
| -------- | ------- | ------------------ | ---------------- | -------------------- |
| Чоловіки | 24      | 4                  | 14               | 6                    |
| Жінки    | 15      | 2                  | 5                | 8                    |
| Разом    | 39      | 6                  | 19               | 14                   |